# Vicente Leporace
Vicente Leporace (São Tomas de Aquino, 26 de janeiro de 1912 — São Paulo, 16 de abril de 1978) foi um radialista brasileiro.

## Biografia
Filho dos imigrantes italianos Domenico Guerino Leporace e Marianna Gramani, nasceu no Sul de Minas Gerais e cresceu no interior de São Paulo.
Quando eclodiu a Revolução Constitucionalista de 1932, ele estava com vinte anos de idade e acabou, assim como milhares de jovens da época, engajando neste conflito, que teve seu desfecho em 1934.
Vicente Leporace começou sua carreira artística em 1941 na Rádio Clube Hertz, de Franca, cidade onde foi criado. Depois passou pelas Rádios: Mayrink Veiga, no Rio de Janeiro; Cruzeiro do Sul (SP); Record (SP) e Bandeirantes (SP), onde permaneceu por décadas.
Trabalhou também em cinema nos tempos da Vera Cruz, tendo participado dos filmes: Luar do Sertão e participou de muitos outros, como: “Sai da Frente (1952) e “Carnaval em Lá Maior” (1955).
Em 1955, apresentou o programa Grande Gincana Kibon ao lado de Clarice Amaral, na TV Record de São Paulo.
Em 1962, na Rádio Bandeirantes PRH-9 de São Paulo, ele lançou O Trabuco, um informativo matinal que consistia na leitura diária das notícias veiculadas nos principais periódicos do país, seguidas de comentários e críticas sobre elas. Acima de qualquer traçado comparativo, ele empunhava o seu Trabuco, justificava qualquer comentário que exaltasse o seu trabalho e a sinceridade dos seus propósitos. Leporace tinha coluna em diversos jornais de São Paulo.

## Carreira
- 1937 - No dia 6 de maio é inaugurada a Sociedade Brasileira de Radiodifusão - PRH 9, junto com José Nicolini. Foram contratando nomes famosos com o tempo. Revelação: conjunto musical Demônios da Garoa;
- 1941 - Atuou na rádio Clube Hertz de Franca, a convite de Blota Júnior;
- 1949 - Também foi ator, estreando no filme “Luar do Sertão” e participou de muitos outros, como: “Sai da Frente (1952) e “Carnaval em Lá Maior” (1955).
- Trabalhou na Rádio Atlântica de Santos, quando cidade praiana tinha cassinos e cafés:
- 1951 - Lançou na Rádio Record - PRB 9 de São Paulo, o programa jornalístico Jornal da Manhã, ele redigia e apresentava o programa;
- 1955 - TV Record - São Paulo, apresenta o programa Grande Gincana Kibon, junto com a apresentadora Clarice Amaral. Ficando dezesseis anos no ar;
- 1962- Na Rádio Bandeirantes - PRH 9 de São Paulo, apresentou O Trabuco, programa jornalístico com os comentários de Vicente Leporace (no qual dizia; "Esse comentário é de inteira responsabilidade de Vicente Leporace que sou eu!"). Tornou-se um símbolo da defesa dos oprimidos. Empunhando o seu trabuco, censurava algum político ou acontecimento político ou social, todos tremiam. Permaneceu por dezesseis anos no ar;
- 1969 - Na TV Bandeirantes, São Paulo, apresentou o jornal Titulares da Notícia, ao lado de Maurício Loureiro Gama, José Paulo de Andrade, Lourdes Rocha e outros.

## Filmografia
- 1949 - "Luar do Sertão"
- 1950 - "A vida é uma gargalhada"
- 1952 - "Sai da Frente"
- 1953 - "Sinhá Moça"
- 1953 - "Uma Pulga na Balança"
- 1953 - "Nadando em Dinheiro"
- 1954 - "Na Senda do Crime"
- 1954 - "É Proibido Beijar"
- 1955 - "Carnaval em lá maior"
- 1968 - "O Gigante, a Hora e a vez do Cinegrafista" (narrador)

## Telenovela
- 1966 - Redenção - Carlo

## Morte
No domingo, 16 de abril de 1978, Vicente Leporace faleceu vitima de edema pulmonar, por volta das 19 horas e 30 minutos, em sua residência na Água Branca, em São Paulo, após o jantar, quando conversava com familiares.
Leporace tinha 66 anos e era casado com Ivone De Biasi com quem teve dois filhos: Eduardo e Liana. Seu corpo foi velado no Teatro Bandeirantes, na avenida Brigadeiro Luís Antônio. Em seguida, foi levado para o Cemitério da Lapa para o sepultamento.
Após sua morte, foi homenageado no início dos anos 1980 na cidade de Franca, onde viveu parte de sua vida, tendo seu nome dado a um dos bairros mais conhecidos da cidade, o Parque Vicente Leporace.